# Oost-Saksisch voetbalkampioenschap 1924/25
In 1924/25 werd het 23ste voetbalkampioenschap van Oost-Saksen gespeeld, dat georganiseerd werd door de Midden-Duitse voetbalbond. Guts Muts Dresden werd kampioen en plaatste zich voor de Midden-Duitse eindronde. De club versloeg Zittauer BC, Riesaer SV 03, Chemnitzer BC en verloor in de halve finale van 1. SV Jena 03. 
Brandenburg Dresden plaatste zich voor de eindronde voor vicekampioenen, die zo nog kans maakten op deelname aan de nationale eindronde. Brandenburg versloeg Preußen Chemnitz en Fortuna Magdeburg en verloor in de finale van Erfurter SC 1895. 
VTB Jahn Dresden wijzigde de clubnaam in VfB 03 Dresden nadat de overheid besliste dat voetbalclubs niet meer een onderdeel van turnverenigingen mochten zijn. 

## Gauliga
| Plaats | Club                       | Wed. | W  | G | V  | Saldo | Ptn.  |
| ------ | -------------------------- | ---- | -- | - | -- | ----- | ----- |
| 1.     | SV Guts Muts Dresden       | 18   | 11 | 5 | 2  | 45:22 | 27:9  |
| 2.     | SV Brandenburg 01 Dresden  | 18   | 11 | 3 | 4  | 49:19 | 25:11 |
| 3.     | Dresdner SC                | 18   | 11 | 2 | 5  | 45:18 | 24:12 |
| 4.     | Dresdner SpVgg 05          | 18   | 10 | 2 | 6  | 37:20 | 22:14 |
| 5.     | Dresdner Fußballring       | 18   | 10 | 2 | 6  | 41:36 | 22:14 |
| 6.     | SV 06 Dresden              | 18   | 7  | 4 | 7  | 30:26 | 18:18 |
| 7.     | SG 1893 Dresden            | 18   | 5  | 4 | 9  | 35:41 | 14:22 |
| 8.     | Radebeuler BC 08           | 18   | 4  | 3 | 11 | 35:58 | 11:25 |
| 9.     | SC Dresdensia 1898 Dresden | 18   | 2  | 7 | 9  | 21:49 | 11:25 |
| 10.    | VfB 1903 Dresden           | 18   | 3  | 0 | 15 | 17:66 | 6:30  |

|  | Kampioen                                     |
|  | Geplaatst voor eindronde voor vicekampioenen |
|  | Degradatie                                   |